# Recep Bazarov
Recep Bazarov (en turkmène : Rejep Bazarow, en russe : Реджеп Базаров), né en 1958 à Amu Dar'ya, Gubadag, Dashoguz, Turkménistan, est un homme politique turkmène. Il était le sous-ministre de la province de Daşoguz entre 2011 et 2012 et a obtenu 0,28% des voix aux élections présidentiels de 2012. Après ça, il a été nommé ministre de l'agriculture pour le Turkménistan. Entre 2014 et 2021, Bazarov était le chef du parti agraire du Turkménistan.

## Biographie
Recep Bazarov est né en 1958 à Amu Dar'ya (aussi orthographié comme Amyderya), Gubadag, Dashoguz, Turkménistan. Après avoir obtenu son diplôme d'études secondaires en 1975, il a étudié à l'université agricole du Turkménistan (maintenant appelée l'université Saparmourat Niyazov) et obtient son diplôme en études vétérinaires en 1980.
Sa carrière comme chef vétérinaire avec l'Association des fermiers d'Amu Dar'ya a duré de 1980 à 2000.
De 2000 à 2005, il travaillait comme directeur du département agricole pour l'administration du district de Gubadag, alors qu'il a également été vice-président de la société anonyme agricole «Obahyzmat».
Il était président des syndicats de Gudabag de 2005 à 2008.
De 2008 à 2011, il était le sous-gouverneur de l'agriculture du district de Gurbansoltan Eje.
Il était le sous-ministre de la province de Daşoguz entre 2011 et 2012. Pendant ce temps, il était un candidat présidentiel. Il était le quatrième plus populaire des huit candidats et a gagné 0,28% des voix en 2012.
Le 6 juillet 2012, il est nommé ministre de l'agriculture pour le Turkménistan par Gurbanguly Berdimuhamedow. Le 4 avril 2014, il est démis de ses fonctions pour qu'il puisse accepter un autre poste.
En septembre 2014, il est élu chef du Parti agraire du Turkménistan.
Il est ensuite devenu député du Mejlisi du Turkménistan et a représenté la circonscription de Zarpchy № 103 à Mary,.
Le 30 mars 2021, Bazarov a été désigné le directeur général d'un organisme de bienfaisance pour «les enfants dans le besoin» - le financement étant obtenu de la Banque centrale du Turkménistan.

### Famille
Il est marié et a six enfants.

## Élections présidentielles
Le 29 décembre 2011, Recep Bazarov s'est inscrit comme candidat présidentiel. Il a déclaré qu'il travaillerait honnêtement et utiliserait toutes ses connaissances « pour améliorer encore la démocratie nationale. » Il a obtenu 0,28 % des voix (4e de 8 candidats).